# Измельчитель пищевых отходов

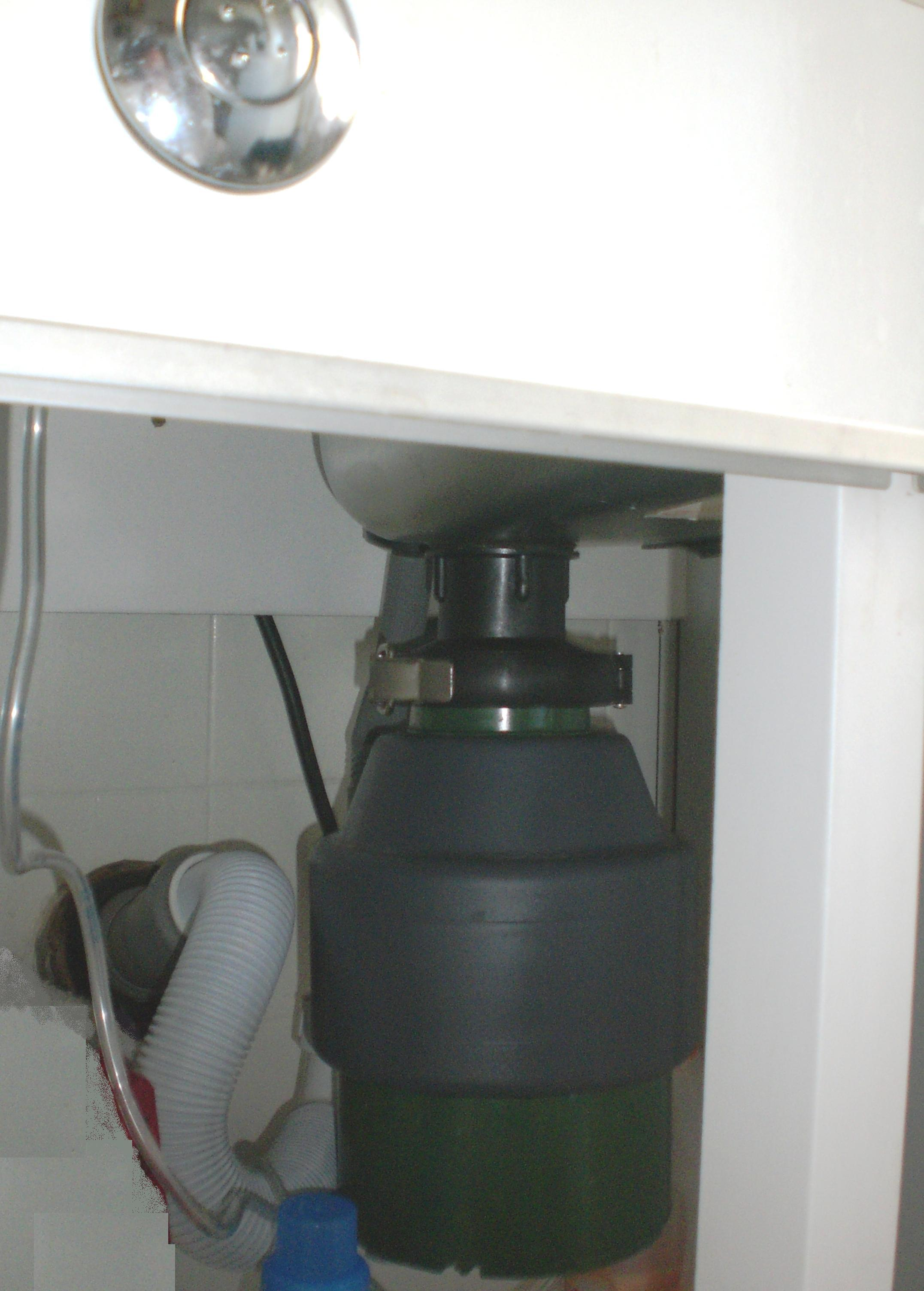
Измельчитель под мойкой на кухне

Измельчитель пищевых отходов (также «диспо́узер» от англ. disposer) — устройство, устанавливаемое под кухонной мойкой между сливом и сифоном, которое размалывает пищевые отходы на достаточно мелкие кусочки — обычно менее 2 мм, — проходящие через канализационные трубы.

## История
Измельчитель был изобретён в 1927 году архитектором Джоном У. Хэммсом, работавшим в Расине, штат Висконсин. Он подал заявку на патент в 1933 году и получил его в 1935 году. Созданная им компания InSinkErator выпустила его устройство на рынок в 1940 году. Приоритет Хэммса оспаривается, так как уже в 1935 году Дженерал Электрик представила измельчитель под названием Disposall.
Многие американские города в 1930-х и 1940-х годах запрещали сброс пищевых отходов в канализацию. InSinkErator успешно убедил многие муниципалитеты отменить эти запреты.
Тем не менее, во многих населённых пунктах США использование измельчителей ещё долго было запрещено. Так, в течение многих лет диспоузеры были незаконными в Нью-Йорке из-за опасений повреждения канализационной системы города. После 21-месячного исследования, проведённого Департаментом охраны окружающей среды Нью-Йорка, запрет был снят в 1997 году.
В 2008 году город Роли (штат Северная Каролина) попытался запретить замену измельчителей и установку новых, но был вынужден отменить решение через месяц.

## Распространение
По состоянию на 2009 год в Соединенных Штатах около 50 % домов имели диспоузер, по сравнению с 6 % в Соединенном Королевстве и 3 % в Канаде.
В Швеции некоторые муниципалитеты поощряют установку измельчителей, чтобы увеличить производство биогаза. Некоторые местные власти в Великобритании субсидируют покупку диспоузеров, чтобы уменьшить количество отходов, отправляемых на свалки.
Измельчители практически неизвестны в России.

## Предназначение
Пищевые отходы составляют от 10 % до 20 % бытовых отходов и представляют собой сложный для утилизации компонент мусора из-за проблем для здоровья населения, санитарии и окружающей среды, образующихся на каждом этапе, начиная с первоначального хранения и заканчивая вывозом на грузовиках. Высокое содержание воды в пищевых отходах вынуждает тратить на нагревание и сжигание больше энергии на предприятиях по переработке отходов в энергию, чем сжигание генерирует; захороненные на свалках пищевые отходы разлагаются и выделяют метан, парниковый газ, который способствует изменению климата.
Идея использования измельчителя состоит в том, чтобы рассматривать пищевые отходы как жидкие (в среднем 70 % воды, столько же, как и в отходах жизнедеятельности человека) и использовать существующую инфраструктуру (подземные коллекторы и очистные сооружения) для их удаления. Современные очистные сооружения эффективны при переработке органических веществ в удобрения, а современные установки также улавливают метан для производства энергии.

## Принцип действия

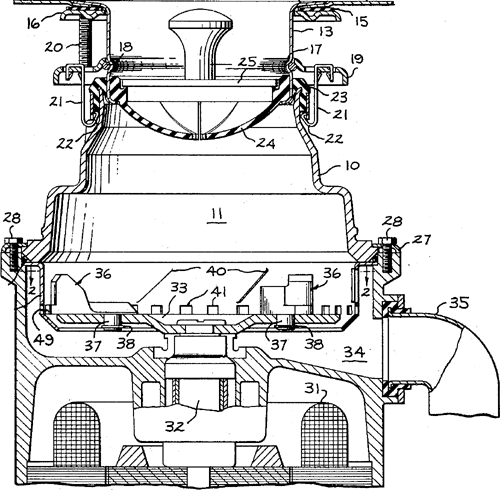
Разрез измельчителя: 32 — мотор, 33 — вращающийся диск, 36 — лопасти

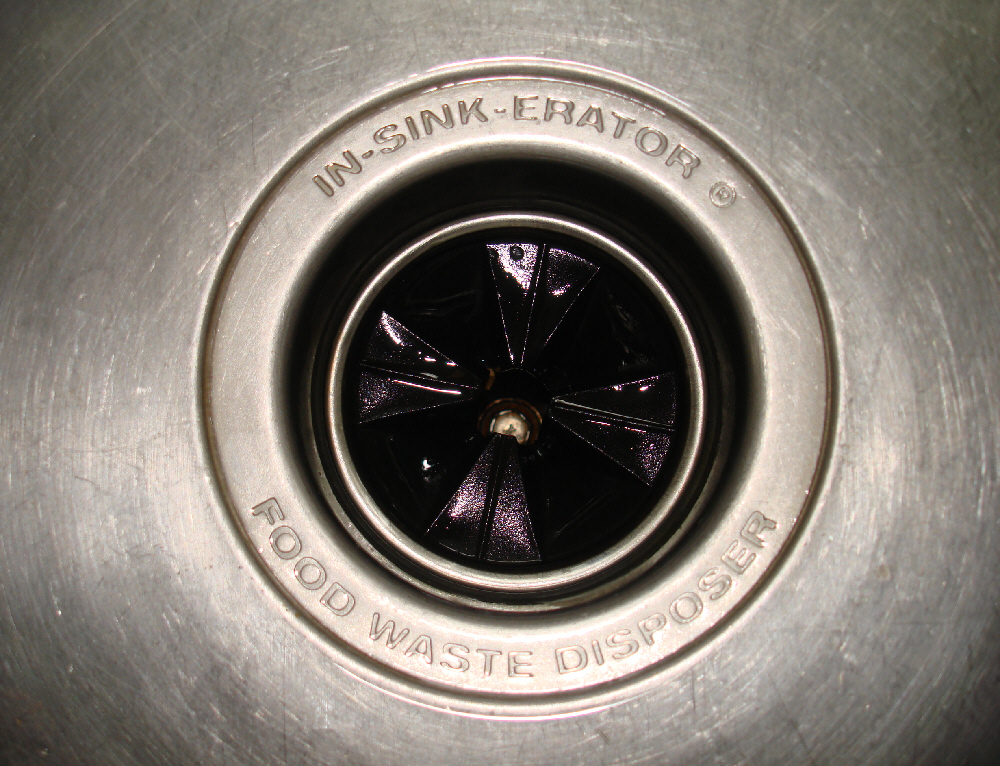
Вид сверху на слив. Виден резиновый брызговик

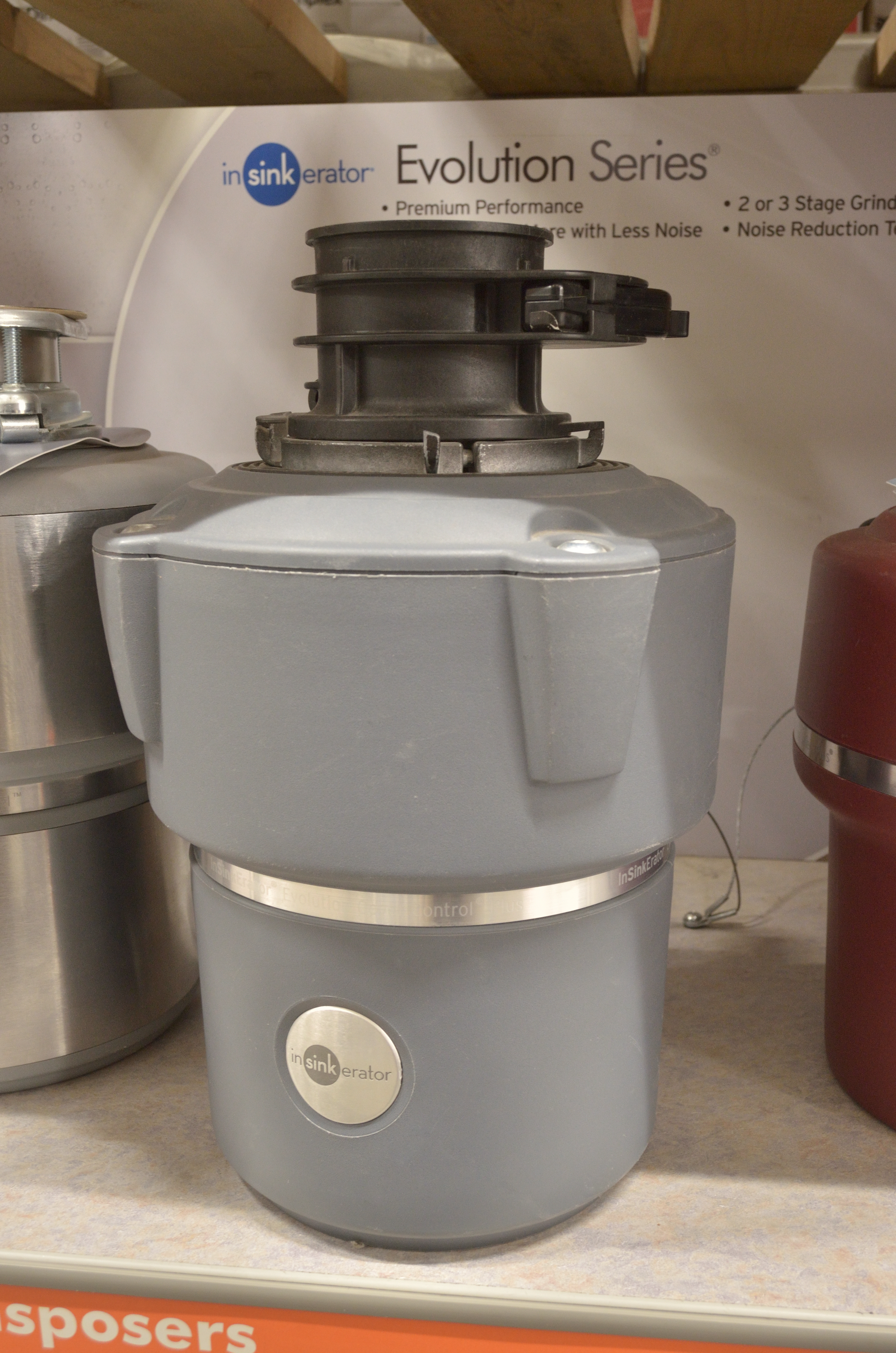
Современная установка для утилизации отходов

Изолированный электродвигатель с высоким крутящим моментом, с типичной для бытового устройства мощностью 250—750 Вт, вращает диск для размола, установленный горизонтально над двигателем в размольной камере. Индукционные двигатели вращаются со скоростью 1400—1800 об/мин, начальный крутящий момент варьирует в зависимости от используемого метода запуска. Вес и размер асинхронных двигателей могут налагать ограничения на место установки и конструкцию раковины. Универсальные (коллекторные) двигатели вращаются на более высоких скоростях, имеют высокий пусковой крутящий момент и обычно легче, но шумнее асинхронных, последнее частично связано с более высокими скоростями, частично — с тем, что щётки трутся о коллектор. На размольном диске установлены поворотные металлические лопасти, которые отбрасывают пищевые отходы на измельчающее кольцо. Острые режущие кромки кольца измельчают отходы до тех пор, пока они не начнут проходить через небольшие отверстия в кольце, после чего отбросы смываются в канализацию.
На верхней части устройства обычно имеется резиновая крышка с прорезями («брызговик») для предотвращения разлёта отходов и снижения шума.
Существует два основных типа диспоузеров — непрерывный и  порционный. Более распространённые модели с непрерывной подачей предполагают внесение отходов после запуска. Измельчители с порционной загрузкой требуют размещения отходов в камере перед запуском; после этого камера закрывается специальной крышкой, что и запускает устройство. Это предотвращает попадание внутрь посторонних предметов и увеличивает безопасность.
Если диспоузер заклинило, его обычно очищают, провернув диск сверху с помощью шестигранного ключа, вставляемого в вал двигателя снизу.
Более дорогие устройства содержат функцию автоматического устранения заклинивания путём вращения в обратном направлении.
Альтернативная конструкция диспоузера использует силу давления воды вместо электричества, она использует осциллирующий поршень с лезвиями для измельчения отходов на мелкие кусочки. Хотя установки с водным приводом могут лучше обрабатывать волокнистые отходы, они требуют больше времени на размол, чем электрические и нуждаются в достаточно высоком давлении воды в водопроводе.

## Воздействие на окружающую среду
Измельчители кухонных отходов увеличивают количество органического углерода, достигающего водоочистных сооружений, что, в свою очередь, увеличивает потребление ими кислорода. Меткалф и Эдди количественно оценили этот дополнительный эффект в 20 граммов кислороде на человека в день. Австралийское исследование сравнило перемалывание пищевых продуктов в раковине с компостированием и пришло к выводу, что диспоузер эффективен в отношении изменения климата, загрязнений воздуха кислотными оксидами и сбережения энергии, но он способствует эвтрофикации и увеличению токсического потенциала.
В некоторых городах России их использование является нежелательным, в частности, из-за возможного возникновения засоров.